# Episodi di Mariottide
La prima stagione della serie televisiva Mariottide, composta da 20 episodi, è stata pubblicata sul sito web a pagamento Infinity TV il 26 ottobre 2016.
| n° | Titolo           | Pubblicazione   |
| -- | ---------------- | --------------- |
| 1  | Compleanno       | 26 ottobre 2016 |
| 2  | Videoclippo      | 26 ottobre 2016 |
| 3  | Televisione      | 26 ottobre 2016 |
| 4  | Botte            | 26 ottobre 2016 |
| 5  | Mamma            | 26 ottobre 2016 |
| 6  | Smartphone       | 26 ottobre 2016 |
| 7  | Talent           | 26 ottobre 2016 |
| 8  | Ramona           | 26 ottobre 2016 |
| 9  | Pensione         | 26 ottobre 2016 |
| 10 | Chanel           | 26 ottobre 2016 |
| 11 | Rap              | 26 ottobre 2016 |
| 12 | Sogno            | 26 ottobre 2016 |
| 13 | Chiesa           | 26 ottobre 2016 |
| 14 | Cavia            | 26 ottobre 2016 |
| 15 | La vecchia       | 26 ottobre 2016 |
| 16 | Natale           | 26 ottobre 2016 |
| 17 | Extracomunitari  | 26 ottobre 2016 |
| 18 | Carnevale        | 26 ottobre 2016 |
| 19 | Finale con botto | 26 ottobre 2016 |
| 20 | Droga            | 26 ottobre 2016 |